# USS Searaven (SS-196)
USS Searaven (SS-196) là một  tàu ngầm lớp Sargo được Hải quân Hoa Kỳ chế tạo ngay trước Chiến tranh Thế giới thứ hai. Nó là chiếc tàu chiến duy nhất của Hải quân Hoa Kỳ được đặt cái tên này, theo tên một loài trong họ cá biển Agonidae. Nó đã phục vụ trong suốt Thế Chiến II, thực hiện tổng cộng mười ba chuyến tuần tra, đánh chìm ba tàu Nhật Bản với tổng tải trọng 20.492 tấn. Được rút ra khỏi hoạt động trên tuyến đầu vào đầu năm 1945, nó đảm nhiệm vai trò huấn luyện cho đến khi xung đột chấm dứt. Chiếc tàu ngầm được sử dụng như mục tiêu thử nghiệm bom nguyên tử tại đảo Bikini vào tháng 7, 1946 nhưng chỉ bị hư hại nhẹ. Nó xuất biên chế vào cuối năm 1946, và sau cùng bị đánh chìm như một mục tiêu vào năm 1948. Searaven được tặng thưởng mười Ngôi sao Chiến trận do thành tích phục vụ trong Thế Chiến II.

## Thiết kế và chế tạo
Đặc tính của lớp Sargo hầu như tương tự với  Lớp Salmon dẫn trước, duy trì một tốc độ 21 hải lý trên giờ (39 km/h) để hoạt động phối hợp với các thiết giáp hạm trong đội hình hạm đội. Ngoài ra, tầm hoạt động 11.000 hải lý (20.000 km) cho phép chúng tuần tra đến tận vùng biển nhà Nhật Bản. Hệ thống động lực "tổng hợp" bao gồm bốn động cơ diesel, gồm hai chiếc vận hành trực tiếp trục chân vịt và hai chiếc để chạy máy phát điện dùng cho nạp ắc quy hay tăng tốc trên mặt nước.
Lớp Sargo có chiều dài 310 foot 6 inch (94,64 m), với trọng lượng choán nước khi nổi là 1.450 tấn Anh (1.470 t) và khi lặn là 2.350 tấn Anh (2.390 t). Chúng là lớp tàu ngầm đầu tiên được lắp đặt một kiểu ắc-quy a-xít chì mới "Kiểu Sargo" chịu đựng được hư hại trong chiến đấu nhờ lớp vỏ kép giúp ngăn ngừa việc rò rỉ acid sulfuric, có dung lượng nhỉnh hơn với 126 cell và điện áp danh định tăng lên 270 volt. Vũ khí trang bị chính gồm tám ống phóng ngư lôi 21 in (530 mm), gồm bốn ống trước mũi và bốn ống phía đuôi, một hải pháo 3 inch/50 caliber trên boong tàu và bốn súng máy M1919 Browning .30-caliber (7,62 mm).
Searaven được đặt lườn tại Xưởng hải quân Portsmouth ở Kittery, Maine vào ngày 9 tháng 8, 1938. Nó được hạ thủy vào ngày 21 tháng 6, 1939, được đỡ đầu bởi bà Julianna B. Cole, phu nhân Chuẩn đô đốc Cyrus W. Cole, và được cho nhập biên chế cùng Hải quân Hoa Kỳ vào ngày 2 tháng 10, 1939 dưới quyền chỉ huy của Hạm trưởng, Đại úy Hải quân Thomas Gordon Reamy.

## Lịch sử hoạt động

### 1939 - 1941
Sau khi hoàn tất việc chạy thử máy, Searaven được phần về Đội tàu ngầm 17 và chuẩn bị để được phái sang phục vụ tại Viễn Đông. Nó cùng đồng đội lên đường vào ngày 23 tháng 5, 1940, để đi sang quần đảo Philippine. Đi đến Cavite vào ngày 30 tháng 11, nó thực hành huấn luyện trong thành phần Hạm đội Á Châu tại khu vực từ Luzon cho đến quần đảo Sulu. Con tàu đang có mặt tại Xưởng hải quân Cavite vào ngày 8 tháng 12, 1941 (7 tháng 12 bên kia Đường đổi ngày quốc tế), khi Hải quân Đế Quốc Nhật Bản bất ngờ tấn công căn cứ Trân Châu Cảng, khiến chiến tranh bùng nổ tại Mặt trận Thái Bình Dương.

### 1942

#### Chuyến tuần tra thứ nhất và thứ hai
Trong hai chuyến tuần tra đầu tiên trong chiến tranh từ tháng 12, 1941 cho đến tháng 3, 1942, Searaven chủ yếu vận chuyển đạn dược và tiếp liệu cho lực lượng Hoa Kỳ và Philippine đang bị đối phương vây hãm tại bán đảo Bataan và đảo Corregidor. Trong một hoạt động trong eo biển Molucca vào đêm 3 tháng 2, 1942, nó phát hiện một tàu khu trục đối phương, và đã phóng hai quả ngư lôi Mark 14 tấn công từ khoảng cách 1.000 yd (910 m), nhưng không trúng đích; tàu chiến đối phương tiếp tục hành trình mà không dừng lại phản công. Nguồn khác cho rằng Searaven tự nhận đã tiêu diệt được đối thủ, nhưng tài liệu thu được từ phía Nhật Bản sau chiến tranh không thể xác nhận điều này.

#### Chuyến tuần tra thứ ba
Trong chuyến tuần tra thứ ba từ ngày 2 đến ngày 25 tháng 4, Searaven hoạt động tại khu vực phụ cận đảo Timor, Đông Ấn thuộc Hà Lan. Vào ngày 18 tháng 4, nó giải cứu 32 người thuộc Không quân Hoàng gia Australia khỏi đảo Timor bị đối phương chiếm đóng. Năm ngày sau đó một vụ hỏa hoạn xảy ra tại phòng điều khiển đã khiến con tàu hoàn toàn bất động. Tàu ngầm Snapper (SS-185) cùng một số tàu khác đã trợ giúp kéo nó quay trở về cảng Fremantle, Australia.

#### Chuyến tuần tra thứ tư
Chuyến tuần tra thứ tư diễn ra trong biển Banda tại các khu vực Timor, Kendari và Ambon từ ngày 28 tháng 6 đến ngày 6 tháng 8. Nó chỉ phát hiện một mục tiêu vào ngày 10 tháng 7 nhưng không thể tiếp cận, rồi đến ngày 25 tháng 7 đã gặp trục trặc kỹ thuật nên được lệnh quay trở về căn cứ Fremantle.

#### Chuyến tuần tra thứ năm
Trong chuyến tuần tra thứ năm bắt đầu từ ngày 27 tháng 9, Searaven hoạt động tại khu vực eo biển Sunda. Vào ngày 5 tháng 10 nó phóng ngư lôi phá hủy tàu buôn Na Uy Eidsvold mắc cạn tại đảo Christmas nhằm ngăn mọi nỗ lực trục vớt của đối phương. Năm ngày sau đó, tại vị trí cách đảo Krakatau 5 mi (8,0 km) về phía Nam, nó phóng một loạt ba quả ngư lôi tấn công một đoàn tàu vận tải, nhưng không trúng đích và một quả ngư lôi lại bị kích nổ sớm. Đến ngày 12 tháng 10, nó tấn công tàu buôn Đức Regensburg (7.956 tấn) trong eo biển Sunda, nhưng mục tiêu chỉ bị hư hại và đi đến được cảng Batavia. Chiếc tàu ngầm lại tấn công một tàu khu trục hay tàu phóng lôi đối phương trong ngày 24 tháng 10, nhưng cả ba quả ngư lôi đều bị trượt. Trong suốt hai tuần tiếp theo nó bắt gặp thêm nhiều mục tiêu nhưng không thể tiếp cận để tấn công. Nó kết thúc chuyến tuần tra khi quay trở về căn cứ Fremantle vào ngày 24 tháng 11.

### 1943

#### Chuyến tuần tra thứ sáu
Khởi hành từ Fremantle vào ngày 18 tháng 12, 1942 cho chuyến tuần tra thứ sáu, Searaven quay trở lại các vùng biển Banda, biển Ceram và quần đảo Palau. Vào ngày 31 tháng 12, nó tấn công một tàu rải mìn mà nó cho là chiếc Itsukushima với ba quả ngư lôi, tự nhận đã đánh chìm mục tiêu, nhưng lại không thể xác nhận từ phía Nhật Bản sau chiến tranh. Hai tuần sau đó vào ngày 14 tháng 1, 1943, về phía Tây Bắc Palau, nó phóng hai quả ngư lôi đều trúng đích, đánh chìm tàu vận tải Lục quân Siraha Maru (5.693 tấn) tại tọa độ 09°12′B 130°38′Đ / 9,2°B 130,633°Đ; 16 hành khách cùng 11 thủy thủ đã thiệt mạng cùng con tàu. Trước đó nó cũng đã đánh chìm tàu săn ngầm Ganjitsu Maru (216 tấn) tại cùng vị trí; ba pháo thủ cùng tám thủy thủ đã tử trận.
Searaven kết thúc chuyến tuần tra khi quay trở về căn cứ Trân Châu Cảng vào ngày 10 tháng 2, và tiếp tục lên đường hai ngày sau đó để quay về vùng bờ Tây, nơi nó được đại tu tại Xưởng hải quân Mare Island, California. Công việc hoàn tất vào ngày 7 tháng 5, và chiếc tàu ngầm quay trở lại Trân Châu Cảng vào ngày 25 tháng 5.

#### Chuyến tuần tra thứ bảy
Khởi hành từ Fremantle vào ngày 7 tháng 6 cho chuyến tuần tra thứ bảy, Searaven hoạt động tại vùng biển phía Tây Bắc quần đảo Mariana. Nó ghé đến Midway vào ngày 12 tháng 6 để tiếp thêm nhiên liệu đồng thời sửa chữa một động cơ bị trục trặc, trước khi tiếp tục chuyến tuần tra bốn ngày sau đó. Nó trinh sát hình ảnh đảo Marcus trong các ngày 24 và 25 tháng 6, nhưng chỉ phát hiện một tàu buôn nhỏ. Đến ngày 11 tháng 7, nó bắt gặp một hạm đội Nhật Bản, bao gồm các tàu sân bay Shōkaku, Zuikaku và Zuihō, ba tàu tuần dương hạng nặng, hai tàu tuần dương hạng nhẹ cùng năm tàu khu trục, đang trên đường từ vịnh Tokyo đi sang căn cứ Truk. Không ở vị trí thuận tiện để tấn công, nó báo cáo tin tức về mục tiêu cho Bộ chỉ huy tại Trân Châu Cảng. Chiếc tàu ngầm kết thúc chuyến tuần tra tại căn cứ Midway vào ngày 29 tháng 7.

#### Chuyến tuần tra thứ tám
Khởi hành từ Midway vào ngày 20 tháng 8 cho chuyến tuần tra thứ tám, Searaven đi đến khu vực hoạt động được chỉ định dọc bờ biển Đông Bắc đảo Honshū vào ngày 29 tháng 8. Trong suốt gần một tháng tiếp theo nó chỉ bắt gặp những thuyền buồm vũ trang tuần tra cỡ nhỏ, nên không thể tấn công bằng ngư lôi, mà nguy cơ bị phản pháo cao nếu đối đầu bằng hải pháo. Nó kết thúc chuyến tuần tra khi quay trở lại Trân Châu Cảng vào ngày 6 tháng 10.

#### Chuyến tuần tra thứ chín
Vào ngày 3 tháng 11, Searaven cùng với tàu ngầm Apogon (SS-308) khởi hành từ Trân Châu Cảng cho chuyến tuần tra thứ chín tại khu vực phía Đông quần đảo Caroline; đây là một phần của hoạt động nhằm hỗ trợ cho chiến dịch đổ bộ lên Tarawa thuộc quần đảo Gilbert. Nó ghé đến đảo Johnston hai ngày sau đó để tiếp thêm nhiên liệu và sửa chữa nhỏ trước khi tiếp tục hành trình, đi đến khu vực tuần tra vào ngày 14 tháng 11. Nó hoạt động trong thành phần một đội tấn công phối hợp ("Bầy sói") trong ba ngày, và tuần tra dọc tuyến hàng hải giữa Truk và Makin. Đến ngày 25 tháng 11, tại vị trí khoảng 100 nmi (190 km) về phía Bắc Ponape, Mariana, nó phóng bốn quả ngư lôi tấn công tàu chở dầu hạm đội Toa Maru (10.052 tấn), trúng đích một quả khiến mục tiêu đắm tại tọa độ 08°22′B 158°00′Đ / 8,367°B 158°Đ lúc 12 giờ 47 phút; 15 thủy thủ cùng ba pháo thủ đã tử trận cùng con tàu. Tàu khu trục Akigumo đi theo hộ tống đã thả 27 quả mìn sâu để phản công nhưng không có kết quả. Searaven kết thúc chuyến tuần tra khi quay trở lại Trân Châu Cảng vào ngày 6 tháng 12.

### 1944

#### Chuyến tuần tra thứ mười
Trong chuyến tuần tra thứ mười diễn ra từ ngày 17 tháng 1 đến ngày 3 tháng 3, 1944, Searaven tiến hành trinh sát hình ảnh đảo san hô Eniwetok và làm nhiệm vụ tìm kiếm và giải cứu hỗ trợ các hoạt động không kích xuống các quần đảo Marshall, Mariana và Truk. Đang khi di chuyển trên mặt biển gần đảo Engebi vào ngày 13 tháng 2, chiếc tàu ngầm nhầm lẫn bốn máy bay Hải quân Hoa Kỳ là đối phương nên lặn khẩn cấp để ẩn nấp, và những máy bay này cũng nhầm lẫn Searaven là một tàu ngầm Nhật Bản nên đã tấn công. Chiếc tàu ngầm lặn đến độ sâu 80 ft (24 m) khi nó phải chịu đựng bốn quả mìn sâu được ném xuống. Sau đó ngoài khơi Eniwetok vào ngày 17 tháng 2, khi hoạt động ngầm ở độ sâu 200 ft (61 m) gần một đội đặc nhiệm Hoa Kỳ bao gồm các thiết giáp hạm và tàu khu trục, một trong các tàu hộ tống đã thả mìn sâu tấn công. Chiếc tàu ngầm đã không bị hư hại gì trong cả hai sự cố bắn nhầm này, và đã giải cứu được ba phi công trước khi rời khu vực tuần tra vào ngày 25 tháng 3 để quay trở về căn cứ Midway.

#### Chuyến tuần tra thứ mười một
Searaven lại xuất phát từ Midway vào ngày 26 tháng 3 cho chuyến tuần tra thứ mười một để hoạt động tại khu vực các quần đảo Nanpō và Bonin. Nó đã hai lần tấn công và tự nhận đã đánh chìm được hai tàu đối phương: tàu quét mìn phụ trợ 'Noshiro Maru số 2 (216 tấn) vào ngày 17 tháng 4 tại tọa độ 25°52′B 142°24′Đ / 25,867°B 142,4°Đ; và một thuyền buồm hộ tống vào ngày 1 tháng 5 ở vị trí về phía Đông Nam Hahajima tại tọa độ 25°43′B 142°41′Đ / 25,717°B 142,683°Đ. Tuy nhiên tài liệu thu được từ phía Nhật Bản sau chiến tranh không thể xác nhận những thành tích này. Chiếc tàu ngầm rời khu vực tuần tra vào ngày 1 tháng 5, ghé đến Midway từ ngày 9 đến ngày 11 tháng 5, trước khi kết thúc chuyến tuần tra tại Trân Châu Cảng vào ngày 14 tháng 5.

#### Chuyến tuần tra thứ mười hai
Sau khi được đại tu tại Trân Châu Cảng, Searaven khởi hành từ Trân Châu Cảng vào ngày 15 tháng 8 cho chuyến tuần tra thứ mười hai. Nó ghé đến Midway từ ngày 19 đến ngày 21 tháng 8 để tiếp thêm nhiên liệu và sửa chữa động cơ, rồi tiếp tục đi sang khu vực quần đảo Kuril. Tại đây, nó nhiều lần bắt gặp các tàu buôn Liên Xô (trung lập) cùng những mục tiêu nhỏ không có giá trị, trước khi đánh chìm một tàu đánh cá vào ngày 4 tháng 9. Mãi cho đến ngày 21 tháng 9, chiếc tàu ngầm phóng ngư lôi đánh chìm chiếc tàu buôn Rizan Maru 4.747 GRT vốn bị rơi lại phía sau một đoàn tàu vận tải, tại tọa độ 49°16′B 145°29′Đ / 49,267°B 145,483°Đ. Đến đêm 25 tháng 9, ở vị trí về phía Tây Nam Etorofu, nó dùng hải pháo tiêu diệt hai tàu đánh cá, bốn thuyền buồm lớn và bốn thuyền buồm nhỏ. Sang ngày 27 tháng 9, nó dùng hải pháo và sau đó phóng ba quả ngư lôi tấn công Nōmi, nhưng cả ba quả đều bị trượt và chỉ gây hư hại nhẹ cho chiếc tàu frigate đối phương. Searaven kết thúc chuyến tuần tra tại Midway vào ngày 6 tháng 10.

#### Chuyến tuần tra thứ mười ba
Tại Midway, Searaven được tái trang bị cặp bên mạn tàu tiếp liệu tàu ngầm Proteus (AS-19) trước khi khởi hành từ đây vào ngày 1 tháng 11 cho chuyến tuần tra thứ mười hai, cũng là chuyến cuối cùng. Searaven hoạt động phối hợp trong thành phần một bầy sói, vốn còn bao gồm các tàu ngầm Pampanito (SS-383), Sea Cat (SS-399) và Pipefish (SS-388), được giao nhiệm vụ hoạt động trong khu vực biển Đông về phía Đông đảo Hải Nam, Trung Quốc. Chiếc tàu ngầm đã ghé đến Saipan từ ngày 9 đến ngày 11 tháng 11 để tiếp thêm nhiên liệu và sửa chữa trước khi tiếp tục hành trình. Nó bị một máy bay đối phương ném bom tấn công ở vị trí về phía Đông đảo Hải Nam vào ngày 18 tháng 11, và bị hư hại nhe, và trong đêm đó đã phóng hai quả ngư lôi tấn công một tàu chở dầu nhỏ, nhưng không trúng đích. Đến ngày 3 tháng 12, bầy sói đã cùng phối hợp tấn công một đoàn tàu vận tải Nhật Bản xuất phát từ Singapore, đánh chìm một tàu hộ tống và gây hư hại cho một tàu buôn. Searaven được  lệnh tách khỏi bầy sói vào ngày 4 tháng 12 để quay trở về căn cứ, kết thúc chuyến tuần tra tại Trân Châu Cảng vào ngày 25 tháng 12.

### 1945 - 1946
Tại Trân Châu Cảng, Searaven phục vụ cho việc huấn luyện chống tàu ngầm cho đến ngày 19 tháng 8, 1945, khi nó lên đường để quay trở về vùng bờ Tây, đi đến San Francisco, California vào ngày 25 tháng 8. Đến giữa năm 1946, chiếc tàu ngầm được chọn tham gia Chiến dịch Crossroads, cuộc thử nghiệm bom nguyên tử tại đảo san hô vòng Bikini. Nó sống sót qua cả hai vụ nổ trên không và ngầm dưới nước mà chỉ bị hư hại nhẹ, rồi được cho xuất biên chế vào ngày 11 tháng 12, 1946.
Con tàu bị đánh chìm như một mục tiêu vào ngày 11 tháng 9, 1948, và tên nó được cho rút khỏi danh sách Đăng bạ Hải quân vào ngày 21 tháng 10, 1948.

## Phần thưởng
Searaven được tặng thưởng mười Ngôi sao Chiến trận do thành tích phục vụ trong Thế Chiến II. Nó được ghi công đã đánh chìm ba tàu Nhật Bản với tổng tải trọng 20.492 tấn.
|  |                           |  |
|  | Silver star · Silver star |  |

| Dãi băng Hoạt động Tác chiến  |                                                                          |                                      |
| Huân chương Chiến dịch Hoa Kỳ | Huân chương Chiến dịch Châu Á-Thái Bình Dương với 10 Ngôi sao Chiến trận | Huân chương Chiến thắng Thế Chiến II |